# Stazione di Taishidō

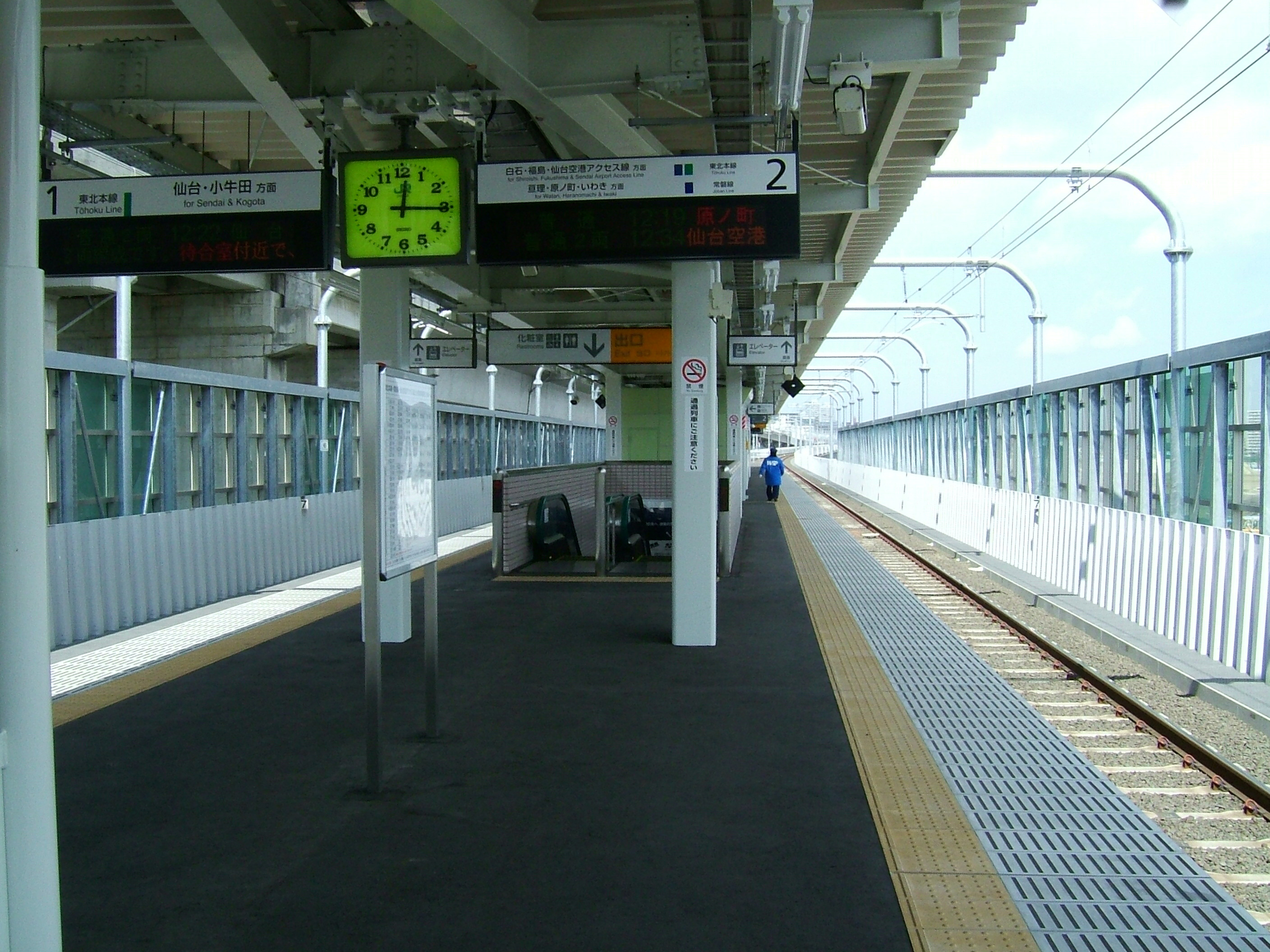
Vista dei binari

La stazione di Taishidō (太子堂駅?, Taishidō-eki) è una stazione ferroviaria situata nel quartiere di Taihaku-ku della città di Sendai, nella prefettura di Miyagi, ed è servita dalla linea principale Tōhoku (compresi i servizi per l'aeroporto e della linea Jōban) della JR East.

## Servizi ferroviari
East Japan Railway Company
■ Linea principale Tōhoku
■ Linea Sendai Aeroporto
■ Linea Jōban

## Struttura
La stazione è dotata di un marciapiede a isola centrale con due binari passanti su viadotto (i lavori di sopraelevazione della stazione sono stati completati nel 2007). La stazione è dotata di biglietteria presenziata dalle 6 alle 21.
| 1 | ■ Linea principale Tōhoku | per Sendai, Rifu, Matsushima e Kogota                  |
| 2 | ■ Linea principale Tōhoku | per Natori, Shiroishi e Fukushima                      |
| 2 | ■ Linea Sendai Aeroporto  | per Natori e Sendai Aeroporto                          |
| 2 | ■ Linea Jōban             | per Natori, Iwanuma, Hamayoshida, Haranomachi e Iwaki1 |

- 1: A causa delle conseguenze del terremoto e maremoto del Tōhoku del 2011 a marzo 2013 i servizi sono limitati alla stazione di Hamayoshida

## Traffico passeggeri
I dati ufficiali di utilizzo delle stazioni sono i seguenti:
- JR East: 2.595 al giorno (2011)

## Stazioni adiacenti
| «                                                                | Servizio                | »                       |
| Linea principale Tōhoku                                          | Linea principale Tōhoku | Linea principale Tōhoku |
| Linea Sendai Aeroporto                                           | Linea Sendai Aeroporto  | Linea Sendai Aeroporto  |
| Linea Jōban                                                      | Linea Jōban             | Linea Jōban             |
| ---------------------------------------------------------------- | ----------------------- | ----------------------- |
| Minami-Sendai                                                    | Locale                  | Nagamachi               |
| Il Rapido "Sendai City Rabbit" e il Rapido Aeroporto non fermano |                         |                         |